# Sabtang
Sabtang è una municipalità di sesta classe delle Filippine, situata nella Provincia di Batanes, nella Regione della Valle di Cagayan.
Sabtang è formata da 6 baranggay:
- Chavayan
- Malakdang (Pob.)
- Nakanmuan
- Savidug
- Sinakan (Pob.)
- Sumnanga